# Dinastía Rashid

Bandera del Emirato de Yabal Shammar, 1835 a 1920

Bandera del Emirato de Yabal Shammar, 1920 a 1921

La Dinastía Rashid, también conocida como Al Rashid, la Casa de Rashid, o la Casa de Rasheed (árabe: آل رشيد āl rašīd) fue una histórica dinastía de la península arábiga.

## Historia
Los miembros de la dinastía fueron gobernantes del emirato de Yabal Shammar, hijos de Abdullah ibn Rashid, fundador de la dinastía, y los enemigos más formidables de la Casa de Saúd del emirato de Néyed. Se ubicaron en Ha'il, una ciudad en el norte del Néyed, que ganaba su riqueza por estar en la ruta rumbo a La Meca de la peregrinación del Hach, además de ser conocida por sus negocios, los cuales absorbían muchos viajeros encaminados a La Meca. 
En 1890, los Rashid ocuparon Riad. Luego vencieron a los Al Saúd, forzándolos a exiliarse, primero en Baréin, luego en Catar y por fin en Kuwait.
Al igual que en muchas otras dinastías árabes, la falta de un norma de sucesión generalmente aceptada fue un problema recurrente entre los Rashidíes. La disputa interna solía consistir en si la sucesión debía ser horizontal (hermano) o vertical (hijo). Esta divisiones internas en la familia llevaron a luchas sangrientas. En los últimos años del siglo XIX seis líderes rashidíes murieron violentamente. Aun así los Rashidíes mantuvieron el gobierno y lucharon juntos en las guerras Saudí-Rashidíes.
Durante las dos primeras décadas del siglo XX la península arábiga vio una larga serie de guerras debido al empeño de los Saudíes y sus aliados para unir la península bajo su égida. Aunque los Rashidíes unieron a la mayoría de las otras tribus a su lado el esfuerzo fue en vano y en 1921 Ha'il fue capturada por Ibn Saúd. Ibn Saúd tenía la hegemonía y el respaldo de la mayoría de las tribus de la Arabia central.
Algunos miembros del clan Rashid abandonaron el país y se fueron al exilio voluntario, mayormente al reino de  Irak. Por los años 1990s solo unos pocos miembros aún quedaban fuera de Arabia Saudita.

## Más lectura
Muchos viajeros extranjeros visitaron a los emires de Rashid en Haíl y describieron sus impresiones en revistas y libros, que incluyen:
- Georg Wallin (1854): Narrative of a Journey from Cairo to Medina and Mecca, by Suez, Arabia, Tawila, al-Jauf, Jublae, Hail and Negd in 1845, Journal of the Royal Geographical Society, vol 24: 115-201. (Reimpreso in Travels in Arabia, New York: Oleander Press, 1979.)
- William Gifford Palgrave (1865): Personal Narrative of a Year's Journey through Central and Eastern Arabia (1862-1863), vol. I, Macmillan & Co., London,
- Lady Anne Blunt (1881): A Pilgrimage to Nejd, The Cradle of the Arab Race: a Visit to the Court of the Arab Emir and ‘our Persian Campaign’ (reimpreso en 1968)
- Charles Montagu Doughty (1888): Travels in Arabia Deserta. (Muchas reimpresiones)
- Gertrude Bell (1907): The Desert and the Sown (republicado en 1987)
- D. G. Hogarth (1905): The Penetration of Arabia: a Record of Western Knowledge Concerning the Arabian Peninsula.
- Freeth, Zahra, and Winstone, H.V.F.: Explorers of Arabia from the Renaissance to the End of the Victorian Era, Allen & Unwin, London, 1978